# Кістяний томагавк
«Кістяний томагавк» (англ. Bone Tomahawk) — американський фільм жахів 2015 року. У головних ролях: Курт Рассел, Патрік Вілсон, Метью Фокс, Річард Дженкінс, Лілі Сіммонс, Девід Аркетт, Сід Хейг і Шон Янг. Стрічка стала режисерським дебютом С. Крейга Залера. Його робота «Розбійники з Реттлборджа» у 2006 році очолювала «Чорний список» найкращих неспродюсованних сценаріїв.

## Сюжет
Дикий захід, 1890-й.  Двоє бандитів, Бадді (Сід Хейг) і Первіс (Девід Аркетт), обчищають речі убитих ними мандрівників. Їх лякає звук від коней, що наближаються до них, і бандити вирішують сховатися в ущелині неподалік. У ній вони виявляють зловісні тотеми з різних кісток, в тому числі і людських. Пізніше вони знаходять дивну конструкцію, яка є кладовищем місцевих аборигенів.  Там на них нападають дивні індіанці, які вбивають Бадді. Первісу вдається втекти.
Дія переноситься в невелике містечко Брайт-Хоуп. Цикорій (Річард Дженкінс) помічник шерифа Франкліна Ханта (Курт Рассел), розповідає йому, що неподалік від місцевого бару бачив дивну людину, яка закопувала в землю одяг, забруднений кров'ю. Хант разом з Цикорієм вирушають до бару, щоб поспілкуватися з мандрівником, яким виявляється Первіс. В ході короткої розмови, в якій Первіс представляється як Бадді, Хант провокує його і Первіс намагається бігти. Однак шериф виявляється спритнішим і прострілює бандиту ногу. Хант і Цикорій, разом з Джоном Брудером (Метью Фокс), який знаходився в барі в момент конфлікту, транспортують Первіс в офіс шерифа.
В цей же час, Артур О'Дуайр (Патрік Вілсон) конфліктує з дружиною, Самантою О'Дуайр (Лілі Сіммонс), через її докори з приводу його зламаної ноги, проте вони швидко миряться та займаються сексом.
Шериф відправляє Брудера до О'Дуайрам за Самантою, бо місцевий лікар виявляється п'яним як чіп, через що він просто не в змозі витягти кулю з ноги Первіс. Саманта працює асистентом лікаря, тому вона зможе провести необхідну операцію. Артур попереджає Брудера, щоб той не фліртував з його дружиною і відпускає їх.
Саманта залишається в офісі на ніч, щоб простежити за станом Первіс. Хант залишає другого помічника, Ніка, наглядати за нею. Позаяк за вікнами глибока ніч, Хант, разом з Цикорієм і Брудером вирушають по своїх домівках. Тієї ж ночі, на Брайт-Хоуп нападають індіанці, і вбивають місцевого конюха - чорношкірого на ім'я Буфорд.
Вранці Ханту повідомляють про смерть Буфорда та порожній офіс шерифа.  Він виявляє випотрошений труп конюха і негайно вирушає до офісу, де виявляє, що Нік, Саманта і Первіс зникли. Хант збирає нараду у барі, де від місцевого індіанця, якого називають «Професор», дізнаються про плем'я індіанців-канібалів Троглодитів, яких зневажають і уникають інші племена. Хант збирає загін для порятунку викрадених, в який входять Цикорій, Брудер і Артур.
Загін вирушає до долини. Становище ускладнюється тим, що нога Артура починає розпухати, бо там починає поширюватися інфекція. На одному з привалів, вночі, до загону підкрадається двоє мексиканців. Хант вчасно помічає їх, і загін бере їх на приціл. Шериф вимагає мексиканців роззброїтися і підійти до них, однак, коли ті кидають зброю і починають підходити, Брудер розстрілює їх, мотивуючи свій вчинок тим, що вони могли виявитися розвідниками місцевих банд. Він каже Ханту, що їм необхідно знайти безпечніше місце для привалу. Розбивши табір в безпечномішу, на думку Брудера, місці, загін засинає. Вночі, Артура будить шум, і він вбиває мексиканця, який душить Брудера. Загін виявляє, що бандити вкрали їх коней і далі їм доведеться йти пішки. Позаяк стан ноги Артура значно гіршає, той просить інших не зупинятися, якщо він відстане.
До наступного привалу, Артур значно відстає від групи і досягає їх із значним запізненням, після чого практично миттєво засинає. Цикорій будить його і повідомляє, що вони зібрали йому припасів, поки той спав.  Брудер чіпляє Артура з приводу його дружини і Артур не володіючи собою, б'є Брудера по обличчю. Однак, через удар Артур падає і калічить свою ногу ще сильніше. Цикорій з Хантом наполягають на ампутації ноги, проте Артур умовляє їх, щоб замість ампутації Цикорій просто вправив кістку. Хант обіцяє Артуру, що буде позначати їх шлях мітками.  Загін залишає Артура на привалі і продовжує шлях втрьох.
Нарешті, загін досягає ущелини. Там на них нападає кілька канібалів. Всі троє виявляються поранені: Ханта поранено в передпліччя стрілою, Цикорій поранено в голову каменем, а Брудер позбавляється кисті руки, яку відітнуло томагавком.  Через свою травму Брудер повідомляє, що далі з ними він йти не зможе, і просить, щоб йому залишили рушницю і кілька динамітних шашок. Хант виконує його прохання і вирушає з Цикорієм до печери.  Майже відразу як вони віддаляються, на Брудера нападає канібал. Брудер вбиває його, проте дикун встигає кинути в нього томагавк, який добиває Брудера.
Поблизу печери на Ханта і Цикорія знову нападають канібали. Вони затягують Ханта з Цикорієм в печеру та закидують до саморобної клітки. Там Хант виявляє Саманту і Ніка, і дізнається, що Первіс був з'їдений.  Відразу після цього канібали витягають із клітки Ніка, роздягають догола, скальпують, розрубують навпіл між ніг і з'їдають його на очах інших. Хант вирішує отруїти індіанців, які залишились, за допомогою опіуму, але настоянки у нього залишилося дуже мало. Пізніше Хант все ж пробує отруїти дикунів. Троє канібалів пробують настоянку і кидають флягу з-під опіуму в багаття, і далі йдуть з печери, проте Саманта повідомляє, що з цієї трійці помре тільки один, іншим дісталося занадто мало настоянки.
В цей час Артур продовжує свій шлях по мітках, залишеним Хантом. Він добирається до ущелини і виявляє речі групи, залишені перед входом.  Виснажений дорогою, він ховається в кущах неподалік і засинає. Поки він спить, до нього підкрадаються двоє дикунів і нападають на нього, проте Артуру вдається вбити їх. Він зауважує дивний свисток, який мабуть хірургічно вмонтований у шию дикуна і вирізає його (за допомогою цих свистків індіанці спілкувалися між собою). Він здогадується використовувати його як приманку для інших, і, за допомогою свистка, вбиває ще одного канібала.
Тим часом, двоє дикунів затягують труп отруєного канібала до печери з клітками полонених. Хант здогадується, що зараз вони спробують його вбити і намагається чинити опір, однак канібал з кабанячими іклами відключає його ударом прикладу. Вони розпорюють Ханту живіт і засовують туди розжарену флягу від настоянки. Також дикун з кабанячими іклми ранить руку Ханта і пробує вистрілити йому в промежину, що йому не вдається, бо він не вміє перезаряджати гвинтівку. Хант намагається вибратися з-під ступні дикуна, проте йому це не вдається, канібал дуже сильний. У цей момент лунає свист і один з дикунів тікає перевірити, що ж там сталося. Лунає постріл: Артур вбиває дикуна, який пішов перевірити хто свистів. Інший дикун виявляє спосіб перезарядки гвинтівки, стріляє Ханту в груди, пробивши пострілом легені, і починає йти до Артура. У цей момент Ханту вдається дотягнутися до томагавка. Він відрубує дикуну більшу частину стопи, і після того як дикун падає, відрубує йому голову.
Хант розуміє, що з такими пораненнями йому не вижити, тому повідомляє Артуру і Цикорію, що спробує добити 3-х канібалів що ще залишились, і наказує щоб Цикорій довів Артура з Самантою додому.  Артур, Цикорій і Саманта на виході з печери виявляють двох голих вагітних жінок з племені, у яких відрубані руки і ноги, а також виколоті очі, з яких стирчать дерев'яні кілки. Нічого не зробившиїм, вони йдуть далі. На виході з долини, Артур, Саманта і Цикорій чують 3 постріли гвинтівки Ханта. Коли постріли припиняються, Цикорій розуміє, що Ханту вдалося вбити останніх дикунів.

## У ролях
| Актор               | Роль                    |
| ------------------- | ----------------------- |
| Курт Расселл        | Франклін Хант шериф     |
| Річард Дженкінс     | Цикорій помічник шерифа |
| Еван Джонігкейт     | Нік помічник шерифа     |
| Патрік Вілсон       | Артур лікар             |
| Лілі Сіммонс        | Саманта дружина Артура  |
| Метью Фокс          | Брудер                  |
| Девід Аркетт        | Первіс                  |
| Сід Хейг            | Бадді                   |
| Фред Меламед        | Кларенс                 |
| Кетрін Морріс       | Лорна                   |
| Шон Янґ             | Місіс Портер            |
| Майкл Паре          | Містер Уоллінгтон       |
| Джеймс Толкан       | піаніст                 |
| Джеймісон Ньюлендер | майор                   |
| Едді Спірс          | "Зубчастий томагавк"    |
| Ро Лейба            | "Вовчий череп"          |
| Гено Сегерс         | "Кабанячі Ікла"         |
| Зан МакКларнон      | "Високі дерева"         |
| Джей Таваре         | "Гострі зуби"           |

## Знімання
Знімання фільму почали 6 жовтня 2014, в Малібу, де вони тривали впродовж двох тижнів на ранчо Парамаут